# 比靈斯縣 (北達科他州)
比靈斯縣（英語：Billings County）为美国达科塔州西部的县。根据2020年人口普查结果，该县共有945人，为达科塔州人口第二少的县。比灵斯县的县治为该县唯一的建制市梅多拉。
达科他领地的立法机关于1879年2月10日宣布设立比灵斯县，其名称旨在纪念太平洋铁道主席弗雷德里克·比林斯。随后于1886年5月4日该县得以正式组建。自该县成立以来，其边界于1883年、1885年、1887年、1896年、1901年和1904年经历了调整，随后于1907年从中分出了鲍曼县，1912年分出了戈尔登瓦利县，最后于1914年分出了斯洛普县。